# Heinrich Bützler
Heinrich Bützler (* 20. Januar 1862 in Bergisch Gladbach; † 11. Januar 1936 in Köln) war ein deutscher Lehrer und Geschichtsschreiber.

## Leben
Heinrich Bützler wurde am 20. Januar 1862 in Bergisch Gladbach geboren und lebte, laut der hiesigen Pfarrchronik, seit dem neunten Lebensjahr in dem Kölner Vorort Kalk. Er gehörte der römisch-katholischen Kirche an. Schon mit etwa 20 Jahren war er Lehrer einer Kalker katholischen Schule. Aus der Ehe mit seiner Frau Clara gingen fünf Kinder hervor. Im Jahr 1898 wurde in Kalk eine mit der heutigen Berufsschule vergleichbare Fortbildungsschule für Lehrlinge eingerichtet. Im April 1903 wurde Bützler Rektor dieser Schule und blieb dies bis zu seiner Pensionierung 1927.
Als die Stadt Kalk 1910 nach Köln eingemeindet wurde, veröffentlichte er die „Geschichte von Kalk und Umgebung“, welche zugleich das erste Geschichtswerk über den heutigen Kölner Stadtteil war. Am 1. April 1927 ging er in den Ruhestand. Er starb am 11. Januar 1936 in seiner Wohnung in der Wiesbergstraße 41 in Kalk. Nach ihm wurde die Heinrich-Bützler-Straße in Köln benannt.

## Karriere als Lehrer
Wie schon erwähnt, war Heinrich Bützler um 1882/83 schon mit 20 Jahren Lehrer an einer Kalker katholischen Schule. Seine erste Klasse umfasste 82 Schüler, andere Lehrer (darunter auch der bekannte Lehrer Welsch), hatten sogar noch mehr Schulkinder. Um der Überfüllung entgegenzukommen, errichtete man in Kalk neue Schulen oder baute ältere Gebäude um, was aber aufgrund der schnell wachsenden Einwohnerzahl Kalks nicht viel bewirkte:

„Noch Jahre hindurch gab es Klassen mit 70, 80 und mehr Schülern.“

Er wurde am 19. März 1901 Schulleiter der Schule. Im Jahre 1898 wurde in Kalk eine „Fortbildungsschule“, einer heutigen Berufsschule sehr ähnelnd, eröffnet. Am 1. April 1903 wurde er zum Rektor dieser Schule ernannt. Er wurde beauftragt, Lehrpläne für Schüler aus verschiedenen Berufen zu entwickeln. Seine Curriculua fanden 1904 großen Anklang bei den Fortbildungsveranstaltungen in Leipzig. Ab dem Jahre 1903 bot er seinen Schülern optionalen Französischunterricht an. Um ein effektives Lernen zu ermöglichen, ließ er die Klassen nie stärker als 35 Schüler werden. In der Blütezeit seiner Schule bot diese viele Berufszweige an. Im Jahre 1907 zählte die Schule 667 Schüler. Am 1. April 1927 wurde er pensioniert.

## Engagement in Kalk
Heinrich Bützler war auch in der Pfarrei St. Marien aktiv. Er engagierte sich unter anderem beim Kirchenchor als Gesangslehrer. 1905 wurde er in den Vorstand des neugegründeten katholischen Bürgervereins gewählt. Anlässlich seines 40. Berufsjubiläums und seiner kirchlichen Verdienste wurde ihm 1922 der päpstliche Orden Pro Ecclesia et Pontifice verliehen. 1923 schrieb er, aufgrund der 500-Jahr-Feier des Kalker Marienheiligtums, ein „Kalker Jubiläumslied“.

## Werke
- Heinrich Bützler: Geschichte von Kalk und Umgebung. Edition Kalk der Buchhandlung W. Ohlerth, Köln 2001, ISBN 3-935735-00-6 (Nachdruck nach dem Original von 1910).